# Сєверне (Ставропольський край)
Сєверне (рос. Северное) — село у Александровському районі Ставропольського краю Російської Федерації.
Муніципальне утворення — Александровський муніципальний округ. Населення становить 3208 осіб.

## Історія
Згідно із законом від 4 жовтня 2004 року № 88-КЗ у 2004—2020 роках муніципальним утворенням було сільське поселення село Сєверне.

## Населення
| 1782  | 1802  | 1812  | 1819  | 1829  | 1844  | 1855  |
| ----- | ----- | ----- | ----- | ----- | ----- | ----- |
| 688   | ↗904  | ↗1014 | ↗1298 | ↘857  | ↗1053 | ↗2183 |
| 1858  | 1861  | 1867  | 1897  | 1902  | 1903  | 1989  |
| ↗2205 | ↗2302 | ↘1499 | ↗4290 | ↗5232 | ↘5132 | ↘3339 |
| 2002  | 2010  | 2011  | 2012  | 2013  | 2014  | 2015  |
| ↗3543 | ↘3445 | ↘3431 | ↘3428 | →3428 | ↗3443 | ↘3406 |
| 2016  | 2017  | 2018  | 2019  | 2020  |       |       |
| ↘3385 | ↘3358 | ↘3268 | ↘3249 | ↘3208 |       |       |